# Geisingen
Geisingen est une ville de Bade-Wurtemberg (Allemagne), située dans l'arrondissement de Tuttlingen, dans le district de Fribourg-en-Brisgau.

Aulfingen, l'église: Kirche Sankt Nikolaus

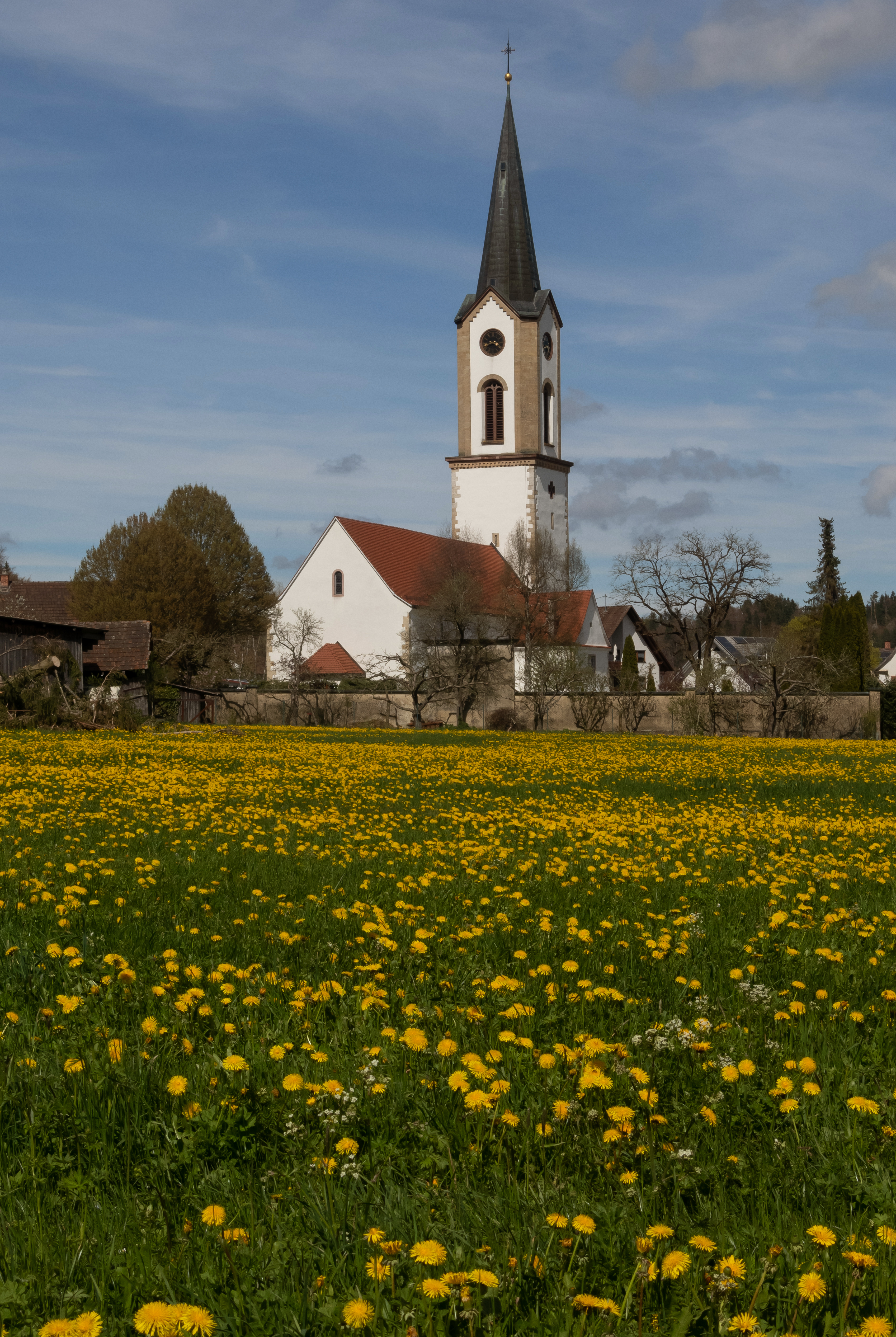
Kirchen Hausen, l'église: Pfarrkirche Sankt Marien